# Symbolisme des nombres
Le symbolisme des nombres concerne la capacité humaine à interpréter les nombres par analogie, comme porteurs de sens et de valeurs hors de leur fonction de calcul.
La philosophie définit le symbole comme un signe concret, ce qui semble en exclure le nombre, qui est une abstraction. Les sciences humaines n'en ont pas moins exploré les associations mentales issues de cette abstraction.
L'étude des nombres en tant que symboles fait partie de la symbologie ; celle des systèmes qui articule les liens entre eux est la symbolique.

## Les nombres comme forme symbolique
Pour la philosophie, « Le symbole est un signe concret évoquant par un rapport naturel quelque chose d'absent ou d'impossible à percevoir ». Le nombre est une abstraction, et ne peut être considéré comme un symbole ; sa nature constitue un problème pour la philosophie.

### Philosophie classique
La définition du nombre est un problème ardu de philosophie des mathématiques. Elle varie considérablement selon le champ d'application : le nombre d'un comptable n'est pas celui d'un physicien, qui n'est pas celui d'un mathématicien. La notion de nombre et son acquisition font l'objet d'investigations en pédagogie et en sciences cognitives. Cette difficulté empêche la délimitation entre ce qui appartient proprement au nombre, et ce qu'on lui associe.
Pythagore et les pythagoriciens ont vu dans les nombres, qu'ils ne connaissent qu'entiers, la substance même des choses ; dans les dialogues de Platon, Socrate identifie Nombres (idéaux) et Idées : il y a des modèles éternels pour les nombres ; ce qui est un participe à l'Idée de un (Monade), ce qui est deux à l'Idée de deux (Dyade), il distingue les Nombres idéaux et les simples nombres arithmétiques. La langue grecque les distingue parfois par le vocabulaire : un, deux, trois, quatre, cinq, dix.... sont des nombres arithmétiques, alors que monade, dyade, triade, tétrade, pintade, décade... sont des nombres idéaux. La définition du nombre comme idée abstraite préexistante et disponible pour l'expérience a jusqu'à nos jours de nombreux partisans.

### Le dénombrement et la mesure comme façon de penser
Selon Ernst Cassirer, la notion de nombre est une forme symbolique, c'est-à-dire une activité par laquelle l'esprit humain rend son environnement intelligible. La notion de nombre, et la propension à compter, sont ainsi des éléments d'une culture, qui s'associent inextricablement avec les autres.
Cette propension à compter, l'organisation de la perception en ensembles dénombrables, puis l'évolution d'une connaissance fondée sur la mesure, orientent l'action et la perception. Elle trouve son expression maximale dans la culture scientifique :
« Quand vous pouvez mesurer ce dont vous parlez et l'exprimer en nombres, vous en savez quelque chose ; mais si vous ne pouvez le mesurer, le quantifier, votre connaissance est d'une bien pauvre et insatisfaisante espèce », déclare William Thomson (Lord Kelvin) en 1883.
Les nombres, en ce qu'ils s'appliquent à toute sorte d'objet, relient par analogie tout ce qui peut être compté, mesuré ou calculé. L'action d'évaluer transforme la perception des choses auxquelles elle s'applique. Les nombres supportent collectivement, de la sorte, toutes les associations symboliques du dénombrement et de la mesure.

### Sémiotique
Charles W. Morris a inauguré l'approche sémiotique. Cette méthode, qu'on peut appliquer aux nombres, considère trois points de vue :
la syntaxeles rapports entre nombres,
la sémantiquele sens des nombres, ce qu'ils désignent indirectement, par analogie naturelle, que ce soit par relation signifiant/signifié, ou par relation signe/référent,
la pragmatiquel'utilisation des nombres dans une situation de communication.
Du point de vue pragmatique, tous les usages rhétoriques des nombres sont valides.

## Symbologie des nombres
Par symbolisme des nombres, on entend la capacité qu'a un nombre de désigner autre chose que lui-même.
Du point de vue symbolique, deux n'existe pas isolément, mais en tant qu'il s'associe à tout ce qui se compte par deux : deux yeux, deux côtés, deux sexes , etc., et en tant qu'il s'oppose à un, et sans doute aussi à trois. Il se conçoit aussi en tant qu'indicateur de la position de deuxième.
Le nombre deux véhicule des significations, des valeurs, des forces en rapport avec la division, le partage, la différence. Comme les symboles ont la capacité de renvoyer, selon les circonstances, soit à un sentiment, soit à son opposé, deux s'associe également à l'union. Le nombre deux porte aussi toutes les associations sociales liées au second : proche du pouvoir, mais à lui soumis ; nécessaire, influent, intrigant, rival, dangereux.
Le symbolisme des nombres concerne donc leur capacité à représenter : non seulement à désigner ou signifier des êtres ou des pensées, peut-être à agir, influencer, activer les esprits ou les choses, mais encore à être interprétés de façon plus ou moins profonde, multiple, pertinente.
Une simple métaphore, comme celle qui dit mille pour beaucoup ne sera en général pas la base d'une élaboration symbolique ; il faut que les associations s'enchaînent jusqu'à former un ensemble, un système, une constellation de symboles. La symbolique des nombres concerne le système signifiant des nombres. D'une part, ils forment ensemble un système, un tout, un complexe, d'autre part, chacun entre dans un réseau de symboles, forme une constellation avec d'autres symboles (chacun appelle son contraire, son complémentaire, son proche, son équivalent, sa forme ancienne, sa figuration...).
La symbologie est la théorie des symboles. Elle étudie leurs fonction, structures, types, histoire, sociologie, etc.

### Symbolisme des nombres, symbolisme des chiffres
Rigoureusement parlant, un chiffre est un élément d'un système de numération. Un chiffre est un nombre entier, inférieur à la base du système, qui désigne la quantité de la quantité à laquelle il s'applique. Par exemple, en français de France, 80 se dit quatre-vingt, reste d'une numération de base vingt existant autrefois. Dans cette expression quatre désigne la quantité de vingt. L'écriture décimale abrège le processus de notation du nombre. À un niveau accessible à l'écolier, la répétition infinie des chiffres dans l'expression décimale d'un nombre rationnel, pur effet du système de numération, peut exciter l'imagination et donner lieu à une élaboration symbolique.
- L'expression décimale du nombre un tiers est une suite infinie de chiffres 3 ;
- celle du nombre un septième répète sans fin la séquence de chiffres 142857, où l'on distingue l'expression décimale du nombre double de sept, quatorze (14), doublé ensuite presque deux fois (28 et 57, proche de 56)[14].

Plus avant, les sciences ont élaboré une notion du nombre plus abstraite que celles issues du dénombrement ou de l'ordonnancement. Au-delà de leur usage mathématique, les noms de ces nombres les associent à un réseau symbolique, particulièrement quand les métaphores que les mathématiciens ont choisies pour les nommer sont riches. Des ouvrages entiers traitent, hors des mathématiques, des nombres premiers, imaginaires, complexes, irrationnels, transcendants. Parmi ceux-ci, le nombre Pi, tant par ses relations avec le cercle, forme géométrique très susceptible d'usages symboliques, que par ses modes de calcul et son ubiquité dans les mathématiques et la physique.
Il faut distinguer la symbolique des nombres de la symbolique des chiffres. La symbolique des nombres porte sur les quantités, une des définitions possible des nombres donc, quelle que soit leur expression, par exemple en caractères dits "arabes" (1, 2, 3, 4...) ou romains (I, II, III, IV...). La symbolique des chiffres porte sur les signes qui servent à écrire les nombres.
La symbolique des nombres concerne les quantités, les proportions, l'arithmétique, le calcul, etc., tandis que la symbolique des chiffres concerne l'écriture, les lettres, l'espace, les lignes, les formes, etc. Le symbole du nombre un a pour chiffre le point (.), la droite (|), la lettre a, qui sont, à leur tour, autant de symboles.
Une symbolique implique un système, c'est-à-dire une complexité variée (elle comporte plusieurs éléments), interactive (ses éléments agissent les uns sur les autres), organisée (elle obéit à un ordre, tel que succession, priorité), totale (quand on modifie un élément les autres sont modifiés) et finalisée (elle vise un but, en général la signification). Il faut donc voir le système des nombres quand on les examine, même individuellement, en tant que symboles[réf. souhaitée].

## Histoire

### Antiquité grecque
Le plus grand et le premier représentant de la symbologie des nombres en Occident, c'est Pythagore (vers 530 av. J.-C.). Selon Aristote, pour les pythagoriciens, les choses sont des nombres ; par exemple, un et esprit sont identiques, en musique les intervalles des tons sont des rapports de nombres ; selon Philolaos de Crotone : les choses ont des nombres, sont faites de nombres ; par exemple, la pyramide contient le nombre 10, le ciel consiste en 10 corps célestes (étoiles, 8 planètes, Anti-Terre) ; selon Hippase, les choses ont pour modèles les nombres. La fameuse déclaration « Les choses sont nombre » signifie à la fois : a) c'est le nombre qui constitue la structure intelligible des choses (ce principe fonde en raison la physique mathématique) ; b) les éléments fondamentaux des mathématiques sont les éléments des choses (ce principe affirme la possibilité de définir une structure de l'esprit qui est une structure des choses et que constituent les notions de fini et d'infini, d'un et de multiple, etc.). Pythagore établit des correspondances (omoiômata) entre nombres et choses, par exemple un et essence, deux et opinion, trois et tout, quatre et justice, cinq et mariage (Aristote, Métaphysique, 985b27, 990a23, 1078b22 ; Plutarque L'E de Delphes, 8).
"Chaque nombre, en effet, correspond à quelque puissance. Ainsi, pour prendre un exemple, il existe dans la nature quelque chose qui comporte commencement, milieu et terme. Eh bien ! c'est à cette forme et à cette nature qu'ils [les pythagoriciens] ont appliqué le nombre trois... Aussi font-ils de dix un nombre parfait ou plutôt le plus parfait de tous, puisqu'il comprend en lui toutes les différences des nombres... : toute raison, toute proportion, toute forme numérique sont contenues dans la décade [1 + 2 + 3 + 4 = 10]." (Porphyre, Vie de Pythagore, § 51-52).
Le pythagoricien Philolaos (vers 430 av. J.-C.) tient que le nombre 1 symbolise le point, le 2 la ligne, le 3 le triangle, le 4 le volume [voir Platon], le 5 les qualités et les couleurs, le 6 l'âme, le 7 l'esprit, la santé et la lumière, 8 l'amour, l'amitié, la ruse et l'intellection, le 10 la perfection.
Platon, dans le Timée, décrit comment le Démiurge façonne l'Âme du monde. J.-Fr. Mattéi résume : "Le démiurge va tirer de sa composition finale une structure harmonique suggestive dont les calculs témoignent d'une influence pythagoricienne. Elle est constituée par une double progression géométrique de raison 2 (1, 2, 4, 8) et de raison 3 (1, 3, 9, 27), qu'il est commode de disposer sur un diagramme en forme de lambda majuscule (Λ), selon un schéma que l'on trouve chez Proclus. Cette figure porte, sur chaque côté de l'angle, les nombres respectifs de la série paire et de la série impaire. Le dernier de ces nombres (27) est égal à la somme des six précédents (1 + 2 + 3 + 4 + 8 + 9 = 27)... La progression selon le facteur 2 donne les octaves par doublement successifs des intervalles (1, 2, 4, 8 = Do1, Do2, Do3, Do4...), alors que la progression selon le facteur 3 forme les douzièmes justes (1 = Do, 3 = Sol, 9 = Ré, 27 = La, 81 = Mi, 243 = SI...). On peut alors combler les intervalles musicaux doubles ou triples pour former la gamme complète en s'aidant de deux proportions continues ou 'médiétés', l'une arithmétique (de type 1, 2, 3), l'autre harmonique (de type 3, 4, 6), bien connues des pythagoriciens, en particulier Archytas. L'intervalle des nombres de 1 à 2 sera composé des nombres 1 (Tonique), 4/3 (Quarte), 3/2 (Quinte) et 2 (Octave) ; le ton, dont la valeur est 9/8, se situe entre la quarte et la quinte, puisque 3/2 : 4/3 = 9/8. L'Âme du monde est ainsi composée de cinq tons majeurs égaux entre lesquels est intercalé comme 'reste', leimma, l'intervalle de 256/243 (= 1,053), mesure du demi-ton diatonique de la gamme naturelle de Pythagore, qui est un peu plus faible que notre demi-ton tempéré (16/15 = 1,066)" (Jean-François Mattéi, Platon, PUF, coll. "Que sais-je ?", 2005, p. 73-74). - Dans son enseignement oral ésotérique, Platon pose deux principes contraires, en haut l'Un et en bas la Dyade, qui ne sont pas des nombres, mais sources des nombres : « c'est à partir de cet Un que le nombre idéal est engendré », « la Dyade indéfinie est génératrice de la quantité ». Platon établit des correspondances entre nombres, connaissances, Éléments. Il en reste, comme les pythagoriciens, à la Décade (1, 2, 3, 4, dont la somme fait 10). Le nombre idéal un (monade) correspond aux Idées, en mathématiques aux lignes insécables et aux nombres, à l'esprit, à l'Élément Feu ; le nombre idéal deux (dyade) correspond aux êtres mathématiques faits de lignes, à la science, à l'Élément Air ; le nombre idéal trois (triade) correspond aussi aux êtres mathématiques faits de surfaces, à l'opinion, à l'Élément Eau ; enfin, le nombre idéal quatre (tétrade) correspond aux êtres mathématiques faits de volumes, aux choses sensibles, à la sensation, à l'Élément Terre. Les êtres mathématiques, "intermédiaires" (metaksu), couvrent le lieu sensible et le lieu intelligible.

### Mystique juive
Dans l'histoire de la mystique juive, un texte très énigmatique fait date, le Sefer Yezira (Sepher Yetsirah, Livre de la Création), qui date peut-être du IIIe siècle, et fut écrit à Babylone ou en Palestine. Selon ce texte, très bref et très énigmatique, le monde se compose de dix principes, appelés sefirot (sephirot, numérations), et qui correspondent aux dix nombres du système décimal, de 1 à 10. Ces 10 sefirot sont reliés par 32 chemins, à savoir les 10 chiffres et les 22 lettres de l'alphabet hébreu. Les 231 combinaisons 2 à 2 des 22 lettres forment les 231 portes d'accès à la Connaissance. Le texte met en correspondances, sur la base 3, les lettres mères de l'alphabet hébreu (alef, mem, shin), les Éléments (Air, Feu, Eau), les saisons, les parties du corps humain ("tête, torse, ventre") ; sur la base 7, les lettres doubles de l'alphabet hébreu (bet, gimel, dalet ; kaf, pe, resh, tav), les planètes, les orifices de la tête ; enfin, sur la base 12, les lettres simples de l'alphabet hébreu, les Signes du zodiaque, les mois, les organes principaux du corps humain (cœur, 2 oreilles, foie, bile, langue, urètre, anus, bouche).
"Selon trente-deux mystérieux sentiers de Sagesse, Yah, Seigneur des Armées, Dieu-vivant et Roi du Monde, El Shadaï, miséricordieux et donnant grâce, supérieur et suprême, résidant éternel d'En Haut, et son Nom est sacré, a gravé et créé son monde par trois sepharim [livres], par Sephar et par Sipour et par Sepher. Dix sephiroth belima et vingt-deux lettres de fondement : trois mères et sept redoublées et douze simples. Dix sephiroth belima [sefirot beli mah, numérations sans rien] comme le compte de dix doigts, cinq contre cinq, et l'Alliance de l'Unique dirigée au milieu, par le mot de la langue et par le mot de la nudité [circoncision]..."

### Occultisme
Papus (1865-1916) a systématisé la conception occultiste.
"Les nombres sont dans notre plan physique la représentation symbolique des lois du plan de création. C'est un des langages directs du Verbe... Le chiffre 1 est la représentation de l'unité... Le chiffre 2 correspond au premier nombre féminin... Le chiffre 3 est la première créature résultant de l'union du 1 et du 2... La première trinité [1, 2, 3] est entièrement intellectuelle ; nous abordons maintenant, avec la trinité suivante [4, 5, 6] le plan astral... Le 4 a, comme image symbolique, la croix, signe du croisement astral de la ligne des solstices et de celle des équinoxes... Le cinq est le seul nombre masculin du second plan ; il a, comme forme personnelle, l'étoile à cinq pointes ou pentagramme... Le nombre 6 a comme représentation personnelle l'image de la Nature, avec ses deux courants de force évolutive et involutive, courants figurés par deux triangles entrelacés appelés 'étoile de Salomon' ou hexagramme... Le chiffre 7 est le premier masculin du plan matériel [7, 8, 9] ; il caractérise l'influence divine dans le plan matériel... Le nombre 8 a, comme figure personnelle, le cube ; c'est véritablement l'image de la première matérialisation complète, mais fixe... Le 9 a, comme représentation personnelle, un cercle, il symbolise la Nature matérialisée, comme le 8 indique l'Homme matérialisé et le 7 la Divinité réfléchie dans la matière... Le nombre 10 est la synthèse des trois plans précédents ; il ramène la diversité à l'unité" (Papus, ABC illustré d'occultisme, Dangles, posthume, 1922, p. 321-330).
Rudolf Steiner donne la version anthroposophique.
"Les nombres et les rapports numériques ont une certaine signification pour le tout universel et aussi pour l'observation de cet univers... Nous nous occuperons aujourd'hui d'une symbolique des nombres plus interne... Avec le Un on représente Dieu... Dans l'occultisme, on appelle le Deux le nombre de la manifestation... Trois est le nombre de la divinité qui se manifeste... Le Quatre est le signe du Cosmos ou de la Création... Cinq est le nombre du mal... Sept est le nombre de la perfection" (Rudolf Steiner, "Sur les nombres", 15 septembre 1907, in Ernst Bindel, Les nombres et leurs fondements spirituels, Rudolf Steiner, Quatre conférences, Éditions Anthroposophiques romandes, Genève, 1992, p. 364-376).

## Analogies et correspondances; synesthésies
Nombres et figures géométriques. Depuis Philolaos et Platon, "le 1 est le point, le 2 la ligne, le 3 le triangle [le plan], le 4 la pyramide [le volume]."
Nombres et lettres. Dans beaucoup d'alphabets, les lettres sont des nombres ; par exemple, pour les chiffres latins I est 1, V est 5, L est 50, etc. Pour Plutarque, E vaut 5.
Nombres et sons. Dans un parallèle qui doit beaucoup à la cybernétique, Alain Daniélou schématise le cerveau humain en le comparant à un circuit électronique qui utiliserait trois systèmes de numération: binaire, ternaire et quinaire. De fait, tous les intervalles reconnaissables à l'oreille correspondent, selon l'auteur, à des rapports de fréquence qui s'écrivent comme produit ou quotient des nombres 2, 3 et 5. A contrario, l'oreille ne reconnaît pas un intervalle qui ferait intervenir le facteur 7 ou tout autre nombre premier supérieur.
Nombres et couleurs. Pour saisir le symbolisme d'un nombre, il est souvent pertinent de noter les correspondances qui ont été établies ou les synesthésies qui ont été ressenties. Un autiste savant, Daniel Tammet, déclare que le un est blanc et lumineux, que le neuf est bleu.

« Mon expérience visuelle et émotionnelle correspondent à ce que les scientifiques appellent la synesthésie. Il s’agit d’une confusion neurologique des sens, très rare, le plus souvent la capacité de voir les lettres et/ou les nombres en couleur. Ma synesthésie est d’un type inhabituel et complexe, car les nombres m’apparaissent comme autant de formes, de couleurs, de textures et de mouvements. Le nombre un, par exemple, est d’un blanc brillant, comme quelqu’un qui dirige le faisceau d’une lampe torche directement dans mes yeux. Quatre est un coup de tonnerre ou le son des vagues qui se brisent sur des rochers. Trente-sept est grumeleux comme du porridge, alors que quatre-vingt-neuf me rappelle la neige qui tombe…. »

## Techniques de décodage
Il y a deux niveaux dans l'art de décoder (identifier et interpréter) les symboles, leur code : le déchiffrement et le décryptage. Quand on déchiffre, on connaît le code ; quand on décrypte, on ne le connaît pas. Exemple de code : les pythagoriciens distinguent les nombres en impairs et pairs, et ils « tiennent les nombres pairs pour féminins et les nombres impairs pour masculins, car le nombre impair est fécond, et, quand il est combiné au nombre pair, il le domine » ; pour les pythagoriciens comme Nicomaque de Gerasa) et Plutarque, « un est à la fois pair et impair », il est bisexuel (arsenothêlu). Si on ne le sait pas, on s'égare.
Les techniques de « décodage » sont nombreuses.
RépertoireIl s'agit d'identifier les objets portant tel nombre. D'une part, qu'est-ce qui est un, ou deux, ou triple... ? D'autre part, quel est le ou les points communs entre les objets donnés pour un, deux, triple... ? On peut hésiter : comme l'abeille a quatre ailes et six pattes, on peut privilégier soit le quatre, soit le six, ou alors le dix !
SystèmeIl faut examiner les rapports avec les autres nombres. À quel nombre le deux de tel objet est-il opposé, ou accouplé, ou similaire ?
VécuQuel effet produit psychologiquement tel nombre ?
DescriptionQuelles sont les propriétés mathématiques du nombre examiné ?
SavoirQue disent les traditions (proverbes, mythes, contes, comptines, chansons, etc.) et les savants (philosophes, théologiens, iconographes, historiens, etc.) ?
Des techniques proprement occultes, ésotériques valent ce qu'elles valent.
GematrieLa gematrie, guematria (גימטריה). C'est un système d'interprétation des textes bibliques dans la tradition de la kabbale, relevant de la "combinaison des lettres" (hokhmat ha-zeruf), développé par Éléazar de Worms au XIIIe siècle et par Abraham Aboulafia en 1291. On explique un mot ou un groupe de mots à partir de la valeur numérique de ses lettres, et en comparant à un autre mot de même valeur, Alef = 1, dalet = 4, etc. Selon Joseph Gikatilla au début du XIVe siècle, le mot Echad, "Un", équivaut au mot Ahabah, "Amour" : 1 + 8 + 4 = 13, et 1 + 5 + 2 + 5 = 13.
NumérologieDiscours sur les nombres.
Addition théosophiqueCette opération consiste, pour connaître la valeur théosophique d'un nombre, à additionner arithmétiquement tous les chiffres depuis l'unité jusqu'à lui. Ainsi le chiffre 4 égale en addition théosophique 1 + 2 + 3 + 4 = 10".